# 나카정
나카정(일본어: 那賀町)은 일본 도쿠시마현 나카군의 정이다.
쓰루기산 국립공원의 오지에는 고노세 협곡과 쓰루기산 스파 숲길 등의 대자연이 있어 귀중한 야생 동식물이 서식한다. 또 나카강이나 사카슈키토강 등의 청류가 만드는 오가마 폭포, 오토도로 폭포 등은 단풍과 일체가 되어 뛰어난 경승지가 된다. 특히 크고 작은 100개 이상의 폭포가 있는 구 기사와촌은 "일본 제일의 폭포 왕국"으로 불리고 있었다.
농업이 번성하고 기토 유자의 재배지로 알려져 있다. 그 외에 정월 장식 등에 사용되는 만년청의 유명 산지이고 또 오본·법회 등에 사용되는 맨드라미의 서일본 제일의 산지이며 현내 유수의 차의 산지이기도 하다.

## 지리
나카강이 굽이쳐 흐르고 있어 평지가 부족하고 취락은 강가의 좁은 단구에 한정되지만 나카강이 침식하면서 유로가 합쳐져 남게 된 구 유로를 이용한 취락이 몇 개 있다.

### 기후
겨울은 한랭하고 아침저녁의 기온은 영하가 된다. 다우 지역으로 태풍이 내습하면 호우에 휩쓸리는 경우도 많다. 구 가미나카정에서 2004년 8월 1일에 관측된 1317mm는 일일 강수량으로는 일본 최고 기록이다. 그 이전의 최고 기록도 구 기토촌에서 1976년 9월 11일에 관측된 1114mm였다.

### 인접한 자치체
- 도쿠시마현
  - 아난시
  - 미마시
  - 미요시시
  - 가쓰우라군 가쓰우라정, 가미카쓰정
  - 묘자이군 가미야마정
  - 가이후군 미나미정, 가이요정

- 고치현
  - 아키시
  - 가미시
  - 아키군 우마지촌

## 역사
- 2005년 3월 1일 - 나카군 와지키정·아이오이정·가미나카정·기사와촌·기토촌이 합병해 탄생하였다.

## 교통

### 도로
- 국도 193호선
- 국도 195호선